# Kurt A. Pedersen
Kurt Arthur Pedersen (6. juni 1917 – 26. juli 1997) var en dansk trompetist og kgl. kapelmusikus.
Han blev som niårig optaget i Tivoligarden og blev optaget af både klassisk musik og jazz. Han spillede med Erik Tuxen i Arena, Winstrup Olesen i Ambassadeur, Kai Ewans i National-Scala og desuden hos Svend Asmussen og Leo Mathisen. Fra 1937 til 1941 var han solokornettist i Tivolis Harmoniorkester. Sidstnævnte år blev Kurt A. Pedersen optaget i Det Kongelige Kapel, hvor han avancerede til solotrompetist. I 1981 forlod han kapellet. Fra 1955 til 1988 var han 
Sideløbende underviste han som docent ved Det Kgl. Danske Musikkonservatorium indtil 1987 og ved Musikhögskolan i Malmö og Det Fynske Musikkonservatorium.
I 1970 blev han Ridder af Dannebrog.